# 灵昌郡
灵昌郡，唐朝时设置的郡。 
唐玄宗天宝元年（742年） 改滑州为灵昌郡。治所在白马县（今河南省滑县东旧滑县），辖境相当今河南省滑县、延津、长垣等县地。下辖白马县、卫南县、匡城县、胙城县、韦城县、灵昌县、酸枣县七县。唐肃宗乾元元年（758年）灵昌郡复为滑州。
唐朝灵昌郡太守
- 李随（天宝年间）
- 李祗（756年）
- 李巨（756年）
- 许叔冀（756年—757年）